# Laurence Thoms
Laurence Thoms (Suva, 26 marzo 1980) è un ex sciatore alpino figiano che partecipò ai Giochi olimpici invernali del 2002 come unico rappresentante delle isole Figi.

## Biografia
Si qualificò per le Olimpiadi invernali del 2002 a Salt Lake City: fu (ed è tuttora) il secondo atleta figiano della storia a partecipare ai Giochi olimpici invernali, dopo il fondista Rusiate Rogoyawa. Gareggiò nella gara di slalom gigante della competizione, chiudendo al 55º posto con un tempo di 2:41.98, tra l'entusiasmo degli spettatori. Partecipò anche alla gara di slalom speciale, dove venne eliminato alla prima manche. Ha iniziato anche nello slalom, ma è stato eliminato da questa competizione alla prima manche.
Il migliore posizionamento in una gara omologata dalla FIS nella carriera di Thoms è il dodicesimo posto ottenuto il 12 settembre 2001 sulla pista di Cardrona, in Nuova Zelanda.
Prima di partecipare alle Olimpiadi invernali, Thoms aveva lavorato come istruttore di rafting e di sci in Nuova Zelanda; la sua partecipazione ai Giochi di Salt Lake City fu finanziata dall'imprenditore svizzero Toni Hauswirth, che viveva nelle Figi e aveva fondato la Fiji Alpine Ski Association.

## Risultati

### Giochi olimpici invernali
- Miglior piazzamento: 55º nello slalom gigante a Salt Lake City 2022